# Danaī Stratou
Danaī Stratou (in greco: Δανάη Στράτου; Atene, 1964) è un'artista greca ed ex professoressa associata di Belle Arti.
È sposata con Gianīs Varoufakīs, politico ed ex ministro delle finanze della Grecia.

## Biografia
Stratou ha studiato Arte al London Institute Central School of Art and Design (ora Central Saint Martins) tra il 1983 e il 1988, ed è stata professoressa associata alla Accademia di Belle Arti di Atene dal 2007 al 2012. Danaī Stratou ha rappresentato la Grecia alla 48ª Biennale Arte di Venezia, nel 1999 (la prima donna a farlo in trent'anni) e all'Adelaide Festival in Australia nel 2012. 
È la co-fondatrice dell'organizzazione no profit Vital Space, che si basa sul principio secondo cui le opere d'arte possono migliorare il mondo. L'organizzazione si occupa di "promuovere progetti d'arte pensati per raggiungere e influenzare un'audience ampia e varia."

## Attività artistica
Le sue opere sono state esposte al Museo Nazionale di Arte Contemporanea di Atene oltreché in musei e collezioni private in Israele, Francia, Stati Uniti ed Egitto. Nel 1995 ha collaborato con la designer industriale Alexandra Stratou e l'architetto Stella Constantinides (conosciute come D.A.ST. Arteam), e nel 1997 insieme hanno creato Desert Breath, una scultura di sabbia a forma di spirale ampia 1000 mila metri quadrati nel Sahara egiziano dell'est, nei pressi della località turistica di El Gouna, sul Mar Rosso. In occasione dei giochi olimpici del 2004 ad Atene, il suo lavoro intitolato Il fiume della vita, collocato al Museo Nazionale di Arte Contemporanea  è stato parte del progetto Transculture, in cui sono stati mostrati sette video su sette grandi schermi in una stanza circolare: ciascun video mostrava uno di sette grandi fiumi filmati per oltre dieci mesi dall'alba al tramonto con una videocamera fissa nella medesima posizione, per catturare lo scorrere ininterrotto del loro flusso e condividerne il ritmo. 
Nel 2007 realizza il progetto Cut – 7 dividing lines con cui ha percorso 60.000 chilometri con il suo partner di allora (ora marito) Yanis Varoufakis per fotografare sette muri di sicurezza che dividono intere popolazioni. Il lavoro è stato esposto alla sua galleria Zoumboulakis ad Atene.

## Vita privata
È sposata con Yanis Varoufakis, economista ed ex ministro delle finanze del governo Greco. Sua madre è Eleni Potaga-Stratou, artista greca, e suo padre è Phaidron Stratos della famiglia Stratos che ha fondato l'industria tessile Peiraiki-Patraiki a Patrasso, nel Peloponneso, un tempo la più grande manifattura tessile della Grecia. 